# Rhinella atacamensis
Espèce
Synonymes
- Bufo spinulosus atacamensis Cei, 1962 "1961"
- Bufo atacamensis Cei, 1962 "1961"

Statut de conservation UICN

 VU A2ac : Vulnérable
Rhinella atacamensis est une espèce d'amphibiens de la famille des Bufonidae.

## Répartition

Distribution

Cette espèce est endémique du nord du Chili. Elle se rencontre de Paposo à Salamanca, dans les régions d'Antofagasta, d'Atacama et de Coquimbo, de 25 à 2 574 m d'altitude.

## Étymologie
Son nom d'espèce, composé de atacam[a]' et du suffixe latin -ensis, « qui vit dans, qui habite », lui a été donné en référence au lieu de sa découverte, le désert d'Atacama.

## Publication originale
- Cei, 1962 "1961" : Bufo arunco (Molina) y las formas chilenas de Bufo spinulosus Wiegmann. Investigaciones Zoológicas Chilenas, vol. 7, p. 59-81.